# オカルトポルノ/吸血女地獄
『 オカルトポルノ/吸血女地獄 』 （ 原題： Der Fluch der schwarzen Schwestern ）は、1973年に製作されたスウェーデン・西ドイツの映画。

## キャスト
- ヘルガ：マリー・フォルサ
- ワンダ：ナディア・ヘンコワ
- ジュリア：アンケ・セイリング